# Alessandro Tanara
Alessandro Tanara (Bolonha, 14 de novembro de 1680 - Roma, 29 de abril de 1754) foi um cardeal italiano do século XVIII.

## Biografia
Nasceu em Bolonha em 14 de novembro de 1680, em família senatorial. Segundo dos quatro filhos do marquês Franchiotto Tanara, senador e gonfaloniere, e Vittoria Malvezzi. Ele também está listado como Alexander Tanarius; e seu sobrenome como Tanari. Sobrinho-neto do Cardeal Ulderico Carpegna (1633). Sobrinho do Cardeal Sebastiano Antonio Tanara (1695).
Quando adolescente, foi enviado a Roma e colocado sob a tutela de seu tio, o cardeal, para prosseguir seus estudos. Conheceu o Cardeal Prospero Lambertini, futuro Papa Bento XIV, que dividia a mesma residência com o Cardeal Tanara.
Entrou na Arcádia com o nome de Orisbo Boreatico. Relator da Sagrada Congregação da Imunidade, outubro de 1712. Relator das Sagradas Congregações do Bom Governo e da Visita Apostólica. Inscrito como eleitor do Tribunal da Assinatura Apostólica de Justiça em dezembro de 1714. Vigário de S. Maria na Via Lata. Em 1715, obteve o canonismo na basílica patriarcal de Latrão; tornou-se seu vigário em 1721. Secretário da Sagrada Congregação Consistorial. Auditor da Sagrada Rota Romana de Bolonha em setembro de 1733; tomou posse em fevereiro de 1734. Suas resoluções judiciais foram publicadas em Roma em dois volumes.
Recebeu o subdiaconado em 24 de outubro de 1734; e o diaconato em 28 de outubro de 1734. Nomeado secretário da Sagrada Congregação de Propaganda Fide em 18 de fevereiro de 1735. Em 1741 foi nomeado membro da congregação especial para restaurar a superintendência da Sagrada Congregação de Propaganda Fide sobre os seminários e colégios pontifícios. Ele também promoveu o nascimento da Igreja Unionista Copta Egípcia.
Criado cardeal-diácono no consistório de 9 de setembro de 1743; recebeu o chapéu vermelho em 12 de setembro de 1743; e a diaconia de S. Maria in Aquiro, 23 de setembro de 1743. Membro das Sagradas Congregações de Bispos e Regulares, Concílio Tridentino, Bom Governo e Ritos. Protetor da Ordem dos Frades Mínimos de S. Francesco di Paola desde novembro de 1751; e da Congregação do Beato Pedro de Pisa.
Morreu em Roma em 29 de abril de 1754, por volta das 14h. Exposto na igreja de S. Maria sopra Minerva, Roma, onde ocorreu a capella papalis em 2 de maio de 1754; e sepultado na capela de S. Maria Maddalena, nessa mesma igreja.